# Cidaria pronotata
Cidaria pronotata är en fjärilsart som beskrevs av Walker 1863. Cidaria pronotata ingår i släktet Cidaria och familjen mätare. Inga underarter finns listade i Catalogue of Life.